# Брайс, Ли
Ли Брайс (англ. Lee Brice, Kenneth Mobley Brice, Jr.) — американский кантри-музыкант, автор-исполнитель. Был номинирован на несколько премий, в том числе Грэмми за лучшую кантри-песню, CMA Awards, автор лучшей кантри-песни 2011 года «Crazy Girl».

## Биография
См. также «Lee Brice Biography» в английском разделе.
Родился 10 июня 1979 года под именем Kenneth Mobley Brice, Jr. в местечке  Самтер (штат Южная Каролина, США) в семье Kenneth, Sr. и Carleen Brice.
В апреле 2013 Брайс женился на многолетней своей подруге Саре Нэнетт Ривли. У пары трое детей детей: два сына Такода Брайс (род. 2009) и Райкер Мобли Брайс (род. 4 декабря 2013) и дочь Трули Нэнетт Брайс (род. 2 июня 2017). Супруга подпевала мужу на треке «See About a Girl» в альбоме Hard 2 Love.

## Дискография
См. также «Lee Brice Discography» в английском разделе.
Студийные альбомы
- Love Like Crazy[англ.] (2010)
- Hard 2 Love[англ.] (2012)
- I Don’t Dance[англ.] (2014)
- Lee Brice[англ.] (2017)
- Hey World[англ.] (2020)

## Награды и номинации
См. также «Lee Brice Awards and nominations» в английском разделе.
| Год  | Ассоциация                      | Категория                                                      | Результат |
| ---- | ------------------------------- | -------------------------------------------------------------- | --------- |
| 2011 | Academy of Country Music Awards | Song of the Year — «Crazy Girl»                                | Победа    |
| 2011 | Academy of Country Music Awards | Song of the Year — «Love Like Crazy»                           | Номинация |
| 2011 | Academy of Country Music Awards | Single Record of the Year — «Love Like Crazy»                  | Номинация |
| 2011 | CMT Music Awards                | USA Weekend Breakthrough Video of the Year — «Love Like Crazy» | Номинация |
| 2012 | CMA Awards                      | New Artist of the Year                                         | Номинация |
| 2013 | ACM Awards                      | Top New Male Artist                                            | Номинация |
| 2013 | ACM Awards                      | Song of the Year — «A Woman Like You»                          | Номинация |
| 2014 | Grammy Awards                   | Best Country Solo Performance — «I Drive Your Truck»           | Номинация |
| 2014 | Grammy Awards                   | Best Country Song — «I Drive Your Truck»                       | Номинация |
| 2014 | CMA Awards                      | Song of the Year — «I Don’t Dance»                             | Номинация |